# Карлссон, Ян Улоф
Ян Улоф Карлссон (швед. Jan Olov Karlsson; 1 июня 1939 года, Стокгольм, Швеция — 19 сентября 2016 года, там же) — шведский юрист и государственный деятель, и.о. министра иностранных дел Швеции (2003).

## Биография
Родился в семье члена совета по социальному обеспечению Стокгольма Ханса Карлссона.
В 1968 г. продолжил свою карьеру в качестве сотрудника Улофа Пальме в канцелярии премьер-министра.
- 1973—1977 гг. — заместитель мэра Стокгольма,
- 1977—1982 гг. — заместитель секретаря в аппарате председателя Северного совета,
- 1982—1985 гг. — государственный секретарь в Министерстве сельского хозяйства, отвечал за вопросы сотрудничества Северных стран,
- 1985—1988 гг. — государственный секретарь в Министерстве финансов,
- 1988—1990 гг. — председатель правительственной комиссии по вопросам мегаполисов,
- 1990—1991 гг. — политический эксперт в канцелярии премьер-министра, во время нахождения социал-демократов в оппозиции занимал должность чиновника в аппарате фракции в риксдаге,
- 1995—2001 гг. — член Европейской счётной палаты, в 1999—2001 гг. — ее председатель,
- 2002—2003 гг. — заместитель министра иностранных дел, отвечающий за вопросы помощи и миграции; одновременно — министр по международному сотрудничеству в целях развития и министр по вопросам миграции,
- сентябрь-октябрь 2003 г. — после убийства Анны Линд исполнял обязанности министра иностранных дел.

Его сын тенор Педер Карлссон выступал в составе музыкального коллектива The Real Group.